# Alfa Romeo Giulietta (Typ 116)
Die Giulietta ist eine viertürige Limousine der Mittelklasse von Alfa Romeo, die von Sommer 1977 bis Ende 1985 gebaut wurde. Die Typenbezeichnung „Giulietta“ wurde im Laufe der Zeit von Alfa Romeo mehrfach verwendet.

## Geschichte

### Vermarktung
Die Giulietta (Typ 116) wurde im Herbst 1977 als Nachfolgerin der Giulia vorgestellt.
Das von Ermanno Cressoni in Alfa Romeos Centro Stile entwickelte Design der Giulietta wurde massiv kritisiert; es war mit ein Grund für den Niedergang der Marke und sinkende Verkaufszahlen in Deutschland.

„Fatal wirkte sich auch aus, daß es nicht gelang, für Romeos Vielgeliebte [Giulia] eine angemessene Nachfolgerin zu entwickeln. Das arme Julchen war nun wirklich nicht gebaut, die Käuferherzen zu entflammen. Die Ingenieure hatten der Giulietta eine Motorhaube verpaßt, die den Verdacht weckt, sie stamme aus dem gleichen Preßwerk wie die Thüringer Keksdose namens Wartburg. Das Heck sieht aus, als hätte jemand das Auto hochgehoben und nie wieder losgelassen. Die Sicht nach hinten geriet dürftig, der Kofferraum zu klein.“

### Modellpflege
Im Herbst 1983 wurde die Baureihe in vielen Details überarbeitet.
Ende 1985 lief die Produktion der Giulietta aus. An ihre Stelle trat der technisch gleiche Alfa Romeo 75.

## Konstruktion

### Technik
Technisch war sie in weiten Teilen mit der im Frühjahr 1972 vorgestellten Alfetta gleich, das heißt beide Fahrzeugreihen teilten sich die Bodengruppe, das Motoren- und Antriebskonzept. Die Giulietta war bei gleichem Radstand etwas kürzer und breiter. Charakteristisch war der Transaxle-Antrieb, bei dem sich der Motor vorn, die Kupplung, das Getriebe und das Differenzial an der angetriebenen Hinterachse befanden. Die dadurch gleichmäßige Gewichtsverteilung gab dem Wagen gute Fahreigenschaften. Diese Motor-Getriebe-Anordnung kam in der Mittelklasse damals noch bei den von DAF stammenden Volvo-Modellen (340/360) zur Anwendung; sie konnte sich aber langfristig nur bei Sportwagen durchsetzen. Ansonsten bot das Fahrwerk Doppelquerlenker vorn, eine starre, an einer A-förmigen Deichsel und einem Watt-Gestänge geführte De-Dion-Achse hinten, Scheibenbremsen (hinten innenliegend) und eine Zahnstangenlenkung.

### Design
Das Äußere der Giulietta wirkte auf viele Zeitgenossen befremdlich. Ihre Form war nicht weniger eigenständig und von der Aerodynamik geprägt als die der Giulia, aber völlig anders. Mit flachem Bug, ansteigender Seitenlinie und hohem Heck hatten die Designer eine ausgeprägte Keilform geschaffen. Der Kofferraumdeckel verlief waagerecht und endete in einer ausgeprägten Abrisskante. Die Höhe des Hecks wurde noch dadurch betont, dass die Rückleuchten an seine Oberkante gerückt wurden und die gestalterische Gliederung der Heckansicht dezent ausfiel.
Mit dem Abstand von drei Jahrzehnten betrachtet nahm der Entwurf des Fahrzeugs viele Elemente der Fahrzeuggestaltung vorweg, die mittlerweile als Standard bei der Limousinen-Gestaltung gelten, zum Beispiel flacher Bug und hohes Heck.

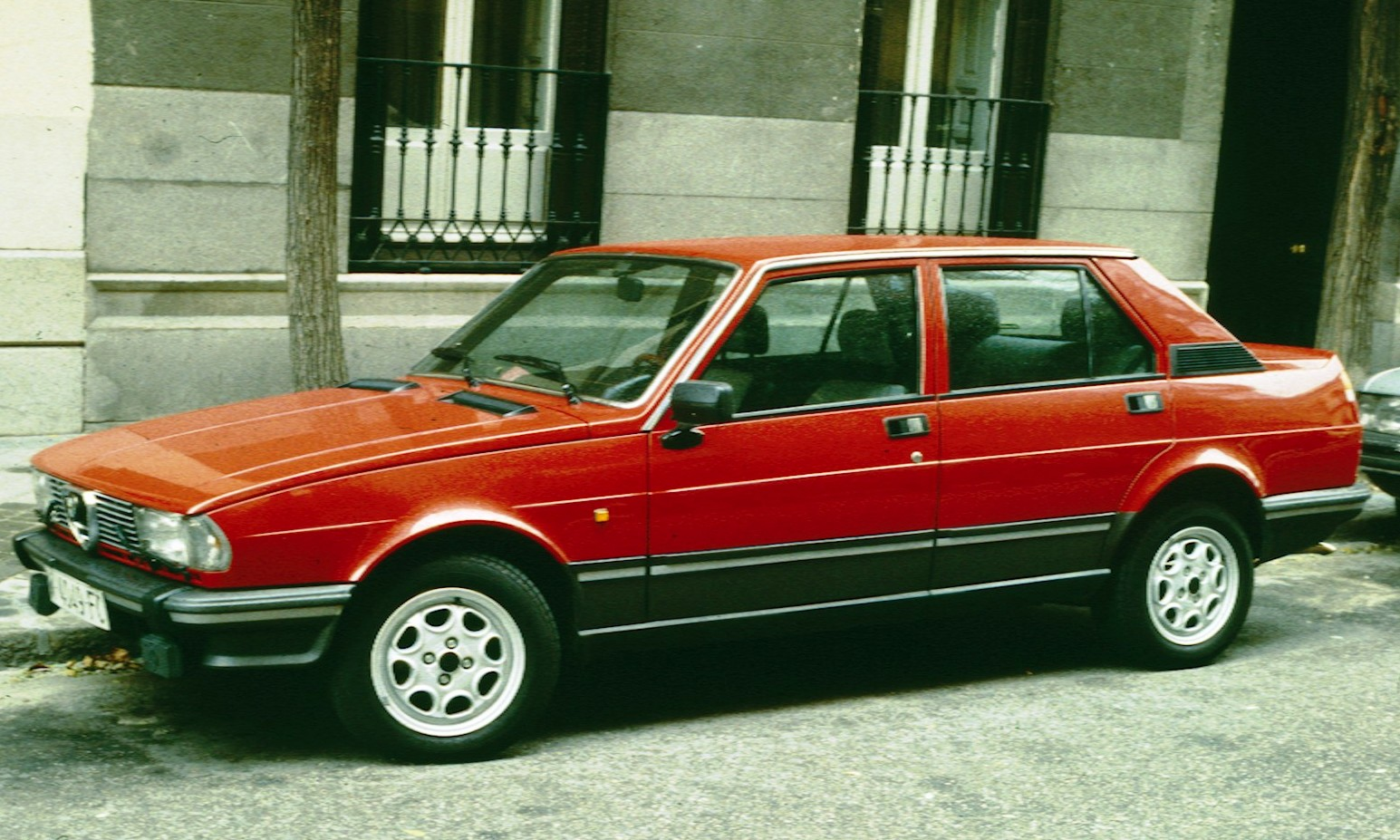
Alfa Romeo Giulietta (1983–1985)
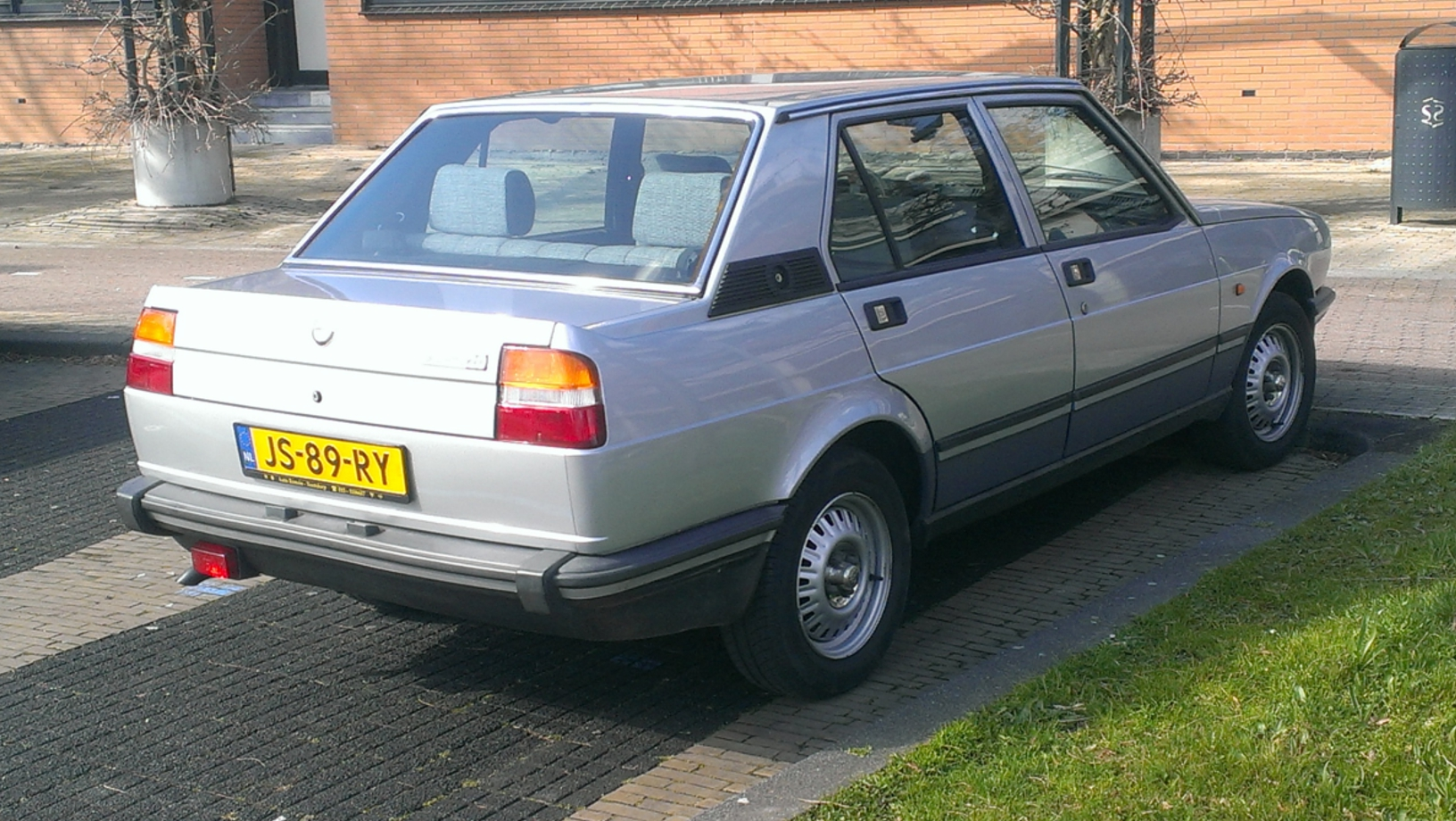
Heckansicht
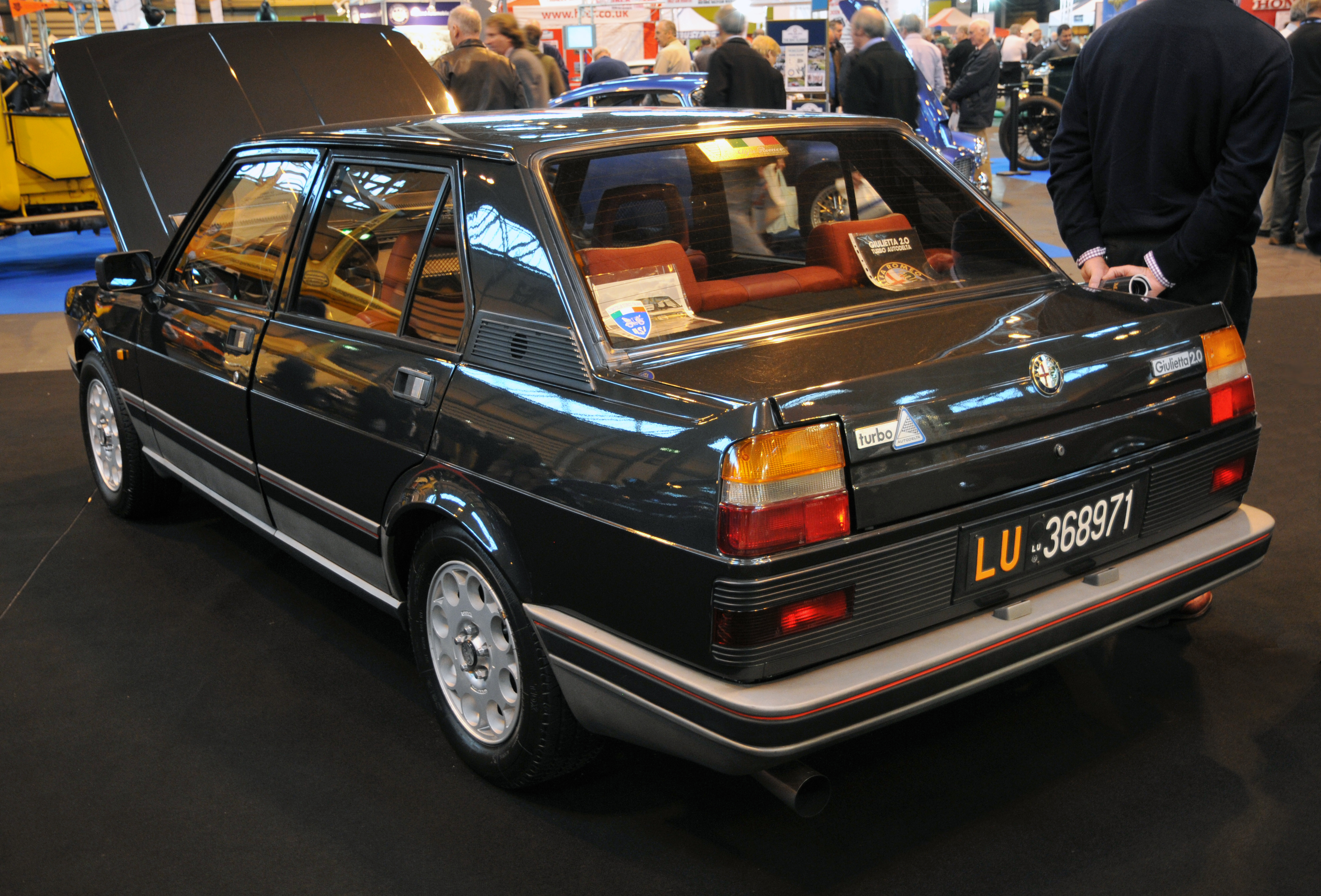
Alfa Romeo Giulietta Turbo Autodelta

### Varianten
Die Giulietta war während ihrer Produktionszeit in einer Vielzahl an Motor- und Ausstattungsvarianten erhältlich: Motoren gab es mit 1,3, 1,6, 1,8 bis zu 2,0 Litern Hubraum. Das Modell der letzten Serie war auch als Turboversion zu haben, die 361 Mal produziert worden ist. Zwei Vorserienprototypen der zweiten Serie verließen das Werk nie.
Der aufgeladene 2-Liter-Motor der Turbo Autodelta leistete 170 PS (125 kW). Die Alfa Romeo Rennsportabteilung „Autodelta“ bearbeitete das Projekt zur Homologation für Rennsportzwecke.